# Ахметова, Лидия Алексеевна
Ахметова Лидия Алексеевна (17 октября 1962 года, д. Янсурино (тат. — Соравыл) Кайбицкого района Республики Татарстан) — заслуженная артистка Российской Федерации, народная артистка Республики Татарстан, оперная и концертная певица; профессор Казанского федерального университета, директор филармонического джаз-оркестра Республики Татарстан.

## Биография
Лидия Алексеевна Ахметова родилась 17 октября 1962 года в деревне Янсурино Кайбийцкого района РТ, в семье учителей. Отец, Ямщиков Алексей Макарович (род. 1921) — учитель разных предметов, в том числе музыки, играл на многих инструментах. Мать, Александра Тимофеевна (род. 1923) — учитель начальных классов, воспитатель.

### Образование
1970—1980 — старотябердинская средняя школа им. М. К. Кузьмина Кайбицкого района,
1980—1981 — культпросвет училище (Елабуга),
1981—1985 — Казанское музыкальное училище им. И. В. Аухадеева,
1985—1992 — Казанская Государственная консерватория им. Н. Г. Жиганова, специальность «Сольное пение»,
1992—1994 — аспирантура Казанской Государственной Консерватории, ассистент-стажёр,
В 2010 году окончила Российскую академию музыки имени Гнесиных по специальности «Вокальное искусство: народное пение» (Москва).

### Карьера
С 1990 года — солистка-вокалистка Государственного оркестра кинематографии РТ под управлением В. Э. Деринга.
В 1992 году начала преподавательскую деятельность в Татарском Государственном гуманитарно-педагогическом университете.
В 2004 году — кандидат педагогических наук, защита диссертации на тему «Нравственно — экологический потенциал татарской музыкально-педагогической культуры».
В 2006 году организовала молодёжный фольклорный ансамбль кряшен «Сәлам», художественный руководитель молодёжного фольклорного ансамбля кряшен «Сәлам».
В 2008 году присвоено учёное звание доцента кафедры вокальной подготовки Татарского государственного гуманитарно-педагогического университета.
2011—2013 гг. — Художественный руководитель Филармонического музыкально-литературного лектория Татарской государственной филармонии им. Г. Тукая.
В 2013 году Указом Президента Российской Федерации присвоено почётное звание «Заслуженный Артист Российской Федерации».
2013—2017 гг. — художественный руководитель Филармонического джаз-оркестра РТ Татарской государственной филармонии им. Г. Тукая.
2016 год — присвоено учёное звание профессора Казанского (Приволжского) федерального университета по специальности «Музыкальное искусство».
В 2017 году назначена на должность директора Филармонического джаз-оркестра Республики Татарстан Татарской государственной филармонии им. Г. Тукая.

### Общественная деятельность
В марте 2014 года поддержала аннексию Крыма, подписала письмо президенту России Владимиру Путину в поддержку аннексии
Инициатор проведения и организатор ежегодных международных джазовых фестивалей, среди которых «Джазовая Казань», «Джаз-кроссовер фест», Международный фестиваль им. Галии Кайбицкой и др. (при участии Филармонического джаз-оркестра РТ).
Режиссёр-постановщик и художественный руководитель ежегодных джазовых абонементных концертов для детей: «Джаз от всей души», «Путешествие в мир джаза», «Красота природы в джазовых тонах», «Саксофон-шоу», «В джазе только танцы» и других (при участии Филармонического джаз-оркестра РТ).
Режиссёр-постановщик и художественный руководитель ежегодных новогодних мюзиклов для детей: «Щелкунчик», «Аленький цветочек», «Новогоднее путешествие Красной Шапочки» и др. (при участии Филармонического джаз-оркестра РТ).
Режиссёр-постановщик и художественный руководитель ежегодных фестивалей и концертов татарской эстрады («Зур концерт», «Юбилей концерты», «Эстрада концерты» и др.)
Председатель и почётный член жюри множества международных и всероссийских конкурсов: «Татар моңы», «Фестиваль имени Рашида Вагапова», "Рождественская звезда, «Калфаклы сандугач», «Орёл сизокрылый», «Молодёжная волна», «Урмай моннары», «Яблонь белый цвет», «Без бергә», «Международного конкурса вокалистов имени Галии Кайбицкой» и многих других.
Художественный руководитель студенческих вокальных ансамблей этнической направленности: «Казан кызлары», «Өмет» и «Салям».

## Награды и звания
- 1996 год — Заслуженный артист Республики Татарстан
- 2004 год — Народный артист Республики Татарстан
- 2005 год — медаль «В память 1000-летия Казани»
- 2013 год — Заслуженный Артист Российской Федерации
- 2017 год — медаль «За доблестный труд» (Татарстан)

## Научные труды
- «Экологическое воспитание на уроках музыки» (2001)
- «Народная музыка и экологизация воспитания» (2001)
- «Нравственно-экологический потенциал татарской музыкально-педагогической культуры» (2004)
- «Формирование подготовленности студентов музыкального факультета педагогического вуза к экологическому воспитанию средствами музыки»(2007)
- «Использование вокальной музыки в экологическом воспитании школьников» (2008)
- «Песенные традиции татар-кряшен в контексте музыкальной культуры и образования XXI века» (2012)

## Семья
Супруг: Ахметов Рустем Ринатович (род. 1963) — музыкант, тромбонист, сценарист, окончил Казанское музыкальное училище им. И. В. Аухадеева, Казанскую Государственную Консерваторию им. Н. Г. Жиганова, в разные годы артист оркестра Суворовского военного училища, Государственного оркестра кинематографии РТ под управлением В. Э. Деринга, оркестра МВД по РТ.
Дети: Ахметов Ильдар Рустемович (1985) — музыкант, юрист, видеомонтажёр; Ахметова (Яруллина) Аделя Рустемовна (1987) — переводчик, музыкант.
Внуки: Яруллин Алияр Ленарович (2010), Яруллина Самира Ленаровна (2013), Ахметов Муслим Ильдарович (2020)

## Увлечения
изучение фольклора, путешествия, спорт, кулинария, татарская кухня, садоводство.